# Радио Бум 93
Радио Бум 93 (у оригиналу: Boom 93) локална је радио-станица у власништву привредног друштва „Boom93” из Пожаревца. Седиште друштва је у Синђелићевој улици број 24 у Пожаревцу где се уједно налази и кафић под именом „Радио кафе”.

## Историја
Радио Бум 93 је основан 6. септембра 1992. године и програм емитује на фрквенцији 93.4 MHz. Током деведесетих и владавине Слободана Милошевића био је више пута забрањиван због критике тадашњег режима. Током забране 1997. године покренут је и интернет портал Бум 93, као један од првих локалних медијских портала. 
Један је од оснивача Асоцијације независних електронских медија (АНЕМ), а од оснивања имају сарадњу са Независним удружењем новинара Србије, Агенцијом Бета и Фонет.
Добитници су Награде Југ Гризељ за 1998. годину за унапређивање слободног новинарства, ширење слободе изражавања и спречавање мржње међу људима.

## Програм
Кључни садржај чини музички и информативни програм везан за Пожаревац, Смедерево и читав Браничевкси и Подунавски управни округ. У програм су укључене вести, интервјуи, дебате, специјалне документарне емисије, емитовање ЕУ инфо вести, преношење садржаја БиБиСи-а, Слободне Европе, емитовање подкаста из независне продукције и пажљиво одабрана музика. Музички програм се састоји од домаћих и страних поп, рок и соул хитова и песама алтернативне модерне продукције.